# Швейцария на летних Олимпийских играх 1928
Швейцария принимала участие в Летних Олимпийских играх 1928 года в Антверпене (Бельгия) в шестой раз за свою историю, и завоевала четыре бронзовые, семь золотых и четыре серебряные медали. Сборная страны состояла из 133 спортсменов (132 мужчины, 1 женщина).

## Медалисты
| Медаль  | Спортсмен                                                                                                   | Вид спорта            | Дисциплина                            |
| ------- | --- | --------------------- | ------------------------------------- |
| Золото  | Жорж Мие | Спортивная гимнастика | Мужчины, абсолютное первенство        |
| Золото  | Жорж Мие | Спортивная гимнастика | Мужчины, перекладина                  |
| Золото  | Херман Хенгги                                                                                               | Спортивная гимнастика | Мужчины, конь                         |
| Золото  | Ойген Мак                                                                                                   | Спортивная гимнастика | Мужчины, опорный прыжок               |
| Золото  | Ханс Гридер Аугуст Гюттингер Херман Хенгги Ойген Мак Жорж Миз Отто Пфистер Эдуард Штайнеман Мельхиор Вецель | Спортивная гимнастика | Мужчины, командное первенство         |
| Золото  | Ханс Шёхлин Карл Шёхлин Ханс Буркен                                                                         | Академическая гребля  | Мужчины, двойки распашные с рулевым   |
| Золото  | Эрнст Кибурц                                                                                                | Борьба                | Мужчины, вольная борьба, до 79 кг     |
| Серебро | Херман Хенгги                                                                                               | Спортивная гимнастика | Мужчины, абсолютное                   |
| Серебро | Жорж Мие | Спортивная гимнастика | Мужчины, конь                         |
| Серебро | Эрнст Хаас Йозеф Майер Отто Бухер Карл Швеглер Фриц Бёш                                                     | Академическая гребля  | Мужчины, четвёрки распашные с рулевым |
| Серебро | Арнольд Бёгли                                                                                               | Борьба                | Мужчины, вольная борьба, до 87 кг     |
| Бронза  | Ойген Мак                                                                                                   | Спортивная гимнастика | Мужчины, перекладина                  |
| Бронза  | Херман Хенгги                                                                                               | Спортивная гимнастика | Мужчины, брусья                       |
| Бронза  | Ханс Миндер                                                                                                 | Борьба                | Мужчины, вольная борьба, до 61 кг     |
| Бронза  | Шарль-Гюстав Кун                                                                                            | Конный спорт          | Конкур, личное первенство             |

## Результаты соревнований

### Академическая гребля
Олимпийские соревнования по академической гребле проходили с 3 по 10 августа в деревне Слотен, которая расположена в 6 км к западу от центра Амстердама. В каждом заезде стартовали две лодки. Победитель заезда проходил в следующий раунд, а проигравшие на предварительном этапе попадали в отборочный раунд. Спортсмены, проигравшие два заезда, завершали борьбу за медали. Начиная с третьего раунда экипажи, уступавшие в заезде, выбывали из соревнований. Для определения бронзового призёра проводился заезд за 3-е место.
Мужчины
| Соревнование | Спортсмены                  | Первый раунд                     | Отборочный заезд            | Второй раунд             | Отборочный заезд      | Третий раунд               | Полуфинал             | Финал                 | Место                |
| Соревнование | Спортсмены                  | Соперник / Результат             | Соперник / Результат        | Соперник / Результат     | Соперник / Результат  | Соперник / Результат       | Соперник / Результат  | Соперник / Результат  | Место                |
| ------------ | --------------------------- | -------------------------------- | --------------------------- | ------------------------ | --------------------- | -------------------------- | --------------------- | --------------------- | -------------------- |
| одиночки     | Эдуард Кандево              | GBRД. Коллет 8:35,8 П +6,2       | RSAА. де Кок 8:28,6 В −21,4 | без соперника 9:06,6 В   | не участвовал         | USAК. Майерс 8:11,0 П +5,4 | завершил выступление  | завершил выступление  | завершил выступление |
| двойки       | Алоис Райнхард Вилли Мюллер | Великобритания · 7:58,4 · П +2,2 | Франция · 8:17,8 · В −44,0  | Италия · 7:29,2 · П +7,8 | завершили выступление | завершили выступление      | завершили выступление | завершили выступление | 5                    |